# Pseudophilautus sarasinorum
Espèce
Synonymes
- Ixalus sarasinorum Müller, 1887
- Philautus sarasinorum (Müller, 1887)

Statut de conservation UICN

 EN B1ab(iii)+2ab(iii) : En danger
Pseudophilautus sarasinorum est une espèce d'amphibiens de la famille des Rhacophoridae.

## Répartition
Cette espèce est endémique du Sri Lanka. Elle ne se rencontre dans le massif Central et les monts Knuckles, entre 1 250 et 1 300 m d'altitude,.

## Étymologie
Cette espèce est nommée en l'honneur de Paul Benedict Sarasin et de son cousin Karl Friedrich Sarasin.

## Publication originale
- Müller, 1887 : Fünfter Nachtrag zum Katalog der herpetologischen Sammlung des Basler Museums. Verhandlungen der Naturforschenden Gesellschaft in Basel, vol. 8, p. 249-296 (texte intégral).